# Jožef Bevk
Jožef Bevk, slovenski rimokatoliški duhovnik,  * 4. marec 1811, Sora, Medvode, † 19. december, 1860, Svibno.

## Življenje in delo
Po končani gimnaziji je v Ljubljani študiral bogoslovje in bil 5. avgusta 1839 posvečen. Služboval je v raznih krajih, nazadnje  kot župnik v Št. Jurju pri Svibnem (1860). Leta 1847 je postal član Kmetijske družbe v Ljubljani, 1850 član podružnice v Planini in 1855 predsednik podružnice v Ložu. V slovenskih listih je v letih 1845–1860 objavil vrsto člankov in dopisov, ki so bili po večini namenjeni pospeševanju kmetijstva, poročal je o lastnih in tujih izkušnjah, podal tudi kak samostojen predlog, trudil se je prilagoditi zastareli način kmetovanja potrebam novega časa in kmete o vsem tem tudi poučiti. 